# Обухов, Игорь Андреевич
И́горь Андре́евич О́бухов (род. 29 мая 1996, Санкт-Петербург) — российский футболист, вратарь клуба «Факел».

## Клубная карьера
Отец и старший брат Обухова занимались хоккеем. Сам он на протяжении трёх лет в 2003—2006 годах занимался в футбольной школе «Московская застава», затем перешёл в «Смену» к Сергею Георгиевичу Чижевскому. Перед сезоном 2012/13 был заявлен за «Зенит» под 83 номером. В следующем сезоне сыграл два матча в молодёжном первенстве, пропустил три мяча. Дебютировал 20 июля 2013 года в гостевой игре с «Рубином» (0:2). Провёл два матча в Юношеской лиге УЕФА против «Аустрии» (0:3) и «Порту» (1:2). 8 ноября 2013 дебютировал в первенстве ПФЛ в составе «Зенита-2»; в трёх сезонах сыграл за команду 42 игры, пропустил 64 гола. 8 ноября 2015 в гостевом матче с тульским «Арсеналом» (1:2) в первенстве ФНЛ в связи с нехваткой игроков вышел на замену на 87-й минуте в качестве полевого игрока. В молодёжном первенстве за четыре сезона в 15 матчах пропустил 19 мячей.
В феврале 2017 прибыл на просмотр в «Тюмень», в составе которой провёл два матча на Кубке ФНЛ, после чего был отдан в аренду до конца года. За клуб в сезонах 2016/17 и 2017/18 в первенстве ФНЛ сыграл 28 матчей, пропустил 37 голов. В январе 2018 был отдан в аренду до конца сезона в клуб премьер-лиги «Арсенал» Тула, за который дебютировал 6 мая в гостевом матче 29 тура против ЦСКА (0:6), пропустив пять голов уже в первом тайме. В июне 2019 года перешёл в клуб «СКА-Хабаровск».
В январе 2021 года перешёл в клуб «Ротор» (Волгоград).
В июне 2022 года перешёл в нижнекамский «Нефтехимик».
В июне 2023 года пополнил состав подмосковных «Химок». Вернулся с клубом в РПЛ и 21 июля 2024 года сыграл в домашнем матче первого тура против махачкалинского «Динамо» (1:1).
9 июня 2025 года стал игроком воронежского «Факела».

## Карьера в сборной
За сборную России до 17 лет сыграл один товарищеский матч — 9 октября 2013 в игре против Канады вышел на замену на 63-й минуте, став третьим вратарём, сыгравшим в матче. Был в составе сборной на чемпионате мира 2013, но на поле не выходил.
Участник Мемориала Гранаткина 2014 года в составе сборной Санкт-Петербурга.
27 мая 2017 дебютировал в молодёжной сборной в товарищеской игре против Узбекистана (4:3) — был заменён после перерыва при счёте 3:0. В марте 2018 провёл два матча в отборочном турнире к молодёжному чемпионату Европы 2019.